# Filialradion
Filialradion är en radioserie med Galenskaparna och After Shave.
Filialradion sändes i nio delar i Göteborgs lokalradio 1983. Varje program var 20 minuter långt. Idén med programserien var att den skulle vara en filial till Sveriges Radio. 
Serien innehöll en blandning av sånger och sketcher. Eftersom det var dyrt att anlita professionella musiker spelade Galenskaparna och After Shave all musik själva. Här förekom bland annat låten Sill som senare dök upp i TV-serien En himla många program.